# Batis d'ulleres de Blissett
La batis d'ulleres de Blissett (Platysteira blissetti) és un ocell de la família dels platistèirids (Platysteiridae).

## Hàbitat i distribució
Habita el sotabosc de la selva pluvial, a les terres baixes de Guinea, Sierra Leone, Libèria, Costa d'Ivori, Ghana, Togo, Nigèria i sud del Camerun.